# Dominik Olejniczak
Dominik Olejniczak, né le 1er juillet 1996 à Toruń en Couïavie-Poméranie, est un joueur polonais de basket-ball. Il évolue au poste de pivot.  

## Carrière

### En club
Entre 2012 et 2015, il joue au SMS PZKosz Wladyslawowo en ligue polonaise 2.
En 2015, il part aux États-Unis pour suivre un cursus universitaire américain et intégrer une équipe NCAA. Il intègre l'Université Drake en Iowa et joue pour l'équipe de basket-ball des Bulldogs de Drake. En 30 matches, il a des moyennes de 6,5 points et 4,3 rebonds par match. Avec une efficacité aux tirs à deux points à 72,2%, il est le deuxième meilleur joueur le plus adroit de toute la division I de NCAA au cours de la saison 2015-2016.
Après cette première saison américaine, il décide de s'installer à l'Université du Mississippi où il s'entraîne avec les Rebels d'Ole Miss et joue en championnat à partir de la saison 2017-2018.
Le 6 juillet 2021, il signe un contrat de deux ans avec le BCM Gravelines-Dunkerque.
Le 24 juin 2023, il rejoint le promu Saint-Quentin.
Fin juin 2025, Olejniczak signe avec Derthona Basket (en), club de première division italienne.

### Sélection nationale
Il est sélectionné dans les équipes nationales junior pour les compétitions U18 et U20, participant notamment aux Championnats d'Europe U18 en Division B 2013, U18 en Division A 2014 et U20 en Division B 2016.
Après l'EuroBasket U20 Division B 2016, il est invité à intégrer l'équipe nationale de Pologne. Le 5 août 2016, lors d'un match amical contre les Pays-Bas, il fait ses débuts avec l'équipe nationale, marquant deux points dans ce match.
Olejniczak en tant que junior a également joué dans les matchs de basket 3x3, en tant que représentant de la Pologne âgé de moins de 18 ans. En 2013, il termine à la 8e place du championnat du monde des moins de 18 ans dans cette discipline. Un an plus tard, en 2014, il termine à la 5e place des Jeux olympiques de la jeunesse d'été.

## Palmarès

### Sélection nationale
- Participation aux championnats d'Europe U18 Division B en 2013
- Participation aux championnats d'Europe U18 Division A en 2014
- Participation aux championnats d'Europe U18 Division B en 2016
- Participation à la Coupe du monde en 2019

## Statistiques

### Universitaires
| Saison    | Équipe   | Matchs | Titul. | Min./m | % Tir | % 3pts | % LF | Rbds/m. | Pass/m. | Int/m. | Ctr/m. | Pts/m. |
| --------- | -------- | ------ | ------ | ------ | ----- | ------ | ---- | ------- | ------- | ------ | ------ | ------ |
| 2015-2016 | Drake    | 30     | 9      | 16,4   | 72,2  | 0,0    | 68,2 | 4,13    | 0,33    | 0,20   | 0,70   | 6,53   |
| 2017-2018 | Ole Miss | 32     | 11     | 14,1   | 53,1  | 0,0    | 64,3 | 2,59    | 0,41    | 0,44   | 0,62   | 4,31   |
| 2018-2019 | Ole Miss | 33     | 22     | 18,3   | 57,5  | 0,0    | 76,3 | 2,97    | 0,70    | 0,52   | 0,91   | 5,30   |
| Carrière  | Carrière | 95     | 42     | 16,3   | 60,8  | 0,0    | 70,0 | 3,21    | 0,48    | 0,39   | 0,75   | 5,36   |